# Kasaï Central

Kasaï Centrals läge i Kongo-Kinshasa.

Kasaï Central är en provins i Kongo-Kinshasa, som bildades ur den tidigare provinsen Kasaï-Occidental i och med den nya konstitutionen 2006, genomfört 2015. Huvudstad är Kananga och officiellt språk tshiluba. Provinsen har omkring 3 miljoner invånare. Den planerades ursprungligen heta Lulua, vilket ett tidigare distrikt med samma utsträckning hette.
Kasaï Central var en självständig provins också mellan 1962 och 1966, då som Luluabourg vilket var namnet på Kananga under kolonialtiden, innan den gick upp i Kasaï-Occidental.